# سارو قهرمانی
سارو قهرمانی (زادهٔ ۹ خرداد ۱۳۷۲ – درگذشتهٔ ۲۲ دی ۱۳۹۶) شهروند کرد ایرانی بود که پس از شرکت در تظاهرات اعتراضی علیه حکومت ایران در روز ۱۳ دی ۱۳۹۶ در شهر سنندج توسط مأموران امنیتی ربوده شد و بنا به گفته خانواده وی، روز ۲۲ دی خبر درگذشت وی پس از گذشت ۱۱ روز از بازداشت وی توسط اداره اطلاعات سنندج به خانواده داده شد و روز ۲۳ دی ماه پیکر او فقط با حضور پدر و مادر وی به خاک سپرده شد.
گفته می‌شود سارو قهرمانی در ۱۸ سالگی به عنوان زندانی سیاسی برای یک‌سال و نیم، زندانی بوده‌است. برخی رسانه‌های حکومت ایران اعلام کردند که وی از اعضای سازمان کومله بوده‌است اما عبدالله مهتدی دبیرکل کومله ایران و رضا کعبی جانشین دبیرکل حزب کومله زحمتکشان کردستان وابستگی وی را تایید  کردند.

## اظهارات خانواده و دوستان

### خانواده
خانواده سارو قهرمانی گفتند که وی پس از شرکت در اعتراضات خیابانی سنندج ناپدید شده بود و بعد از ۱۱ روز دو نفر از نیروهای امنیتی به درب منزل پدرش مراجعه و خبر مرگ سارو را به خانواده اطلاع می‌دهند و به آنها اعلام می‌کنند بدون سر وصدا آماده باشند فردا صبح آنها را می‌برند به پزشکی قانونی برای تأیید هوئیت و از همان‌جا به بهشت محمدی انتقال می‌دهند و در حضور پدر و مادر سارو را دفن می‌کنند خود نیروهای امنیتی. یکی از نزدیکان سارو قهرمانی روز شنبه ۲۳ دی به نقل از مادر سارو قهرمانی تأکید کرد که بر روی جنازه پسرش آثار ضرب و شتم وجود داشته‌است. مأموران امنیتی ایران خانواده قهرمانی را تهدید کرده‌اند که حق مصاحبه با رسانه‌ها را ندارند.
مادر سارو قهرمانی، پس از کشته شدن فرزندش با ساختن اکانتی در اینستاگرام به عنوان «سارو عشق مادر» شروع به انتشار عکس‌های او از دوران مختلف زندگی‌اش کرده‌است.
سرهنگ محمد رضا آرین می‌گویند سارو تنها یک صدا دارد انهم مادرش شیرین خواهر فرهاد است
محمدرضا آرین، سرهنگ سابق نیروی انتظامی و شوهرخاله سارو قهرمانی در گفتگو با کیهان لندن، ابراز می‌دارد که «فرماندار سنندج صحبت از تهدید فرد یا افرادی با اسلحه، توسط سارو در ۴ دی می‌کند. این درحالیست که سارو تا غروب ۱۳ دی بدون مشکل و مخفی کاری در شهر و در بین خانواده حضور داشته‌است و اگر کسی شکایتی علیه او مطرح کرده بود، بدون شک در روزهای بعد مأمورین انتظامی برای جلب او یا حداقل احضارش می‌بایستی به محل زندگی سارو مراجعه می‌کردند.» فرماندار سنندج بعداً اظهار داشت که سارو در یک درگیری مسلحانه در نزدیکی ترمینال کشته شده‌است که این سرهنگ بازنشسته نیروی انتظامی از اینکه چنین درگیری مسلحانه‌ای درون شهر اتفاق افتاده باشد و کسی از شهروندان از آن مطلع نشده باشد ابراز تحیر می‌کند. محمدرضا آرین همچنین با اشاره به جوان دیگری به نام کیانوش زند که وی نیز همانند سارو قهرمانی در طی اعتراضات کشته شده‌است، از وجود آثار فراوان شکنجه و کبودی‌های متعدد بر بدن سارو بدون وجود هیچگونه علامت گلوله بر بدن وی ناشی از درگیری مسلحانه و تیراندازی خبر می‌دهد و می‌پرسد «اگر سارو در غروب ۱۳ دی در درگیری مسلحانه کشته شده‌است، چرا ۱۱ روز بعد به خانواده‌اش اطلاع داده‌اند؟ آیا در این یازده روز می‌خواستند از یک جنازه بازجویی کنند؟!» سرهنگ آرین، همچنین خبر از دو مرتبه احضار محمد قهرمانی، پدر سارو قهرمانی به اداره اطلاعات سنندج می‌دهد و در ادامه می‌افزاید وی را با متنی از پیش تعیین شده مجبور به اعترافات تلویزیونی کردند. وی هم‌زمان از حضور سنگین نیروهای لباس شخصی و اطلاعاتی در منزل محمد قهرمانی خبر می‌دهد.
روز ۲۴ دی ماه نیز یکی دیگر از نزدیکان خانواده سارو قهرمانی در این باره گفت: «بعد از این که خبر کشته شدن سارو توسط نیروهای امنیتی  منتشر شد، مأموران وزارت اطلاعات آمدند و پدر سارو را با خودشان بردند و چند ساعت بعد آن ویدئو در صدا و سیما آنهم به زبان کردی منتشر شد و از پدر یر علیه پسر اعتراف اجباری گرفتند، من نمی‌دانم آنجا چه گفتند یا چه تهدیدی کردند اما آن ویدئو اعتراف اجباری یک پدر علیه پسرش است.»

### دوستان
همچنین در روز ۲۴ دی ۱۳۹۶ که خبر کشته شدن سارو برای اولین بار منتشر شد، بهاره رهنما بازیگر سینما و تلویزیون با انتشار عکسی مشترک با سارو قهرمانی، ضمن همدردی با خانواده وی اظهار داشت که سارو به عنوان پیک تا سال گذشته در رستوران وی مشغول به کار بوده‌است. کمی پس از توییت‌های این بازیگر در تسلیت کشته شدن سارو قهرمانی، وی اقدام به انتشار توییت‌هایی مبنی بر تهدید شدن توسط فرمانداری سنندج کرد.

## خاکسپاری
بنا به اعلام کمیته پیگیری بازداشت‌های دی ماه ۱۳۹۶ پیکر سارو قهرمانی برای خاکسپاری توسط مأموران امنیتی به خانواده او تحویل داده نشد و فقط پدر و مادر او اجازه یافتند که همراه با آمبولانس حامل پیکرش به بهشت محمدیه سنندج برای خاکسپاری بروند و دیگر اعضای خانواده وی اجازه حضور نیافتند.

## کشته‌شدگان
در اعتراضات گسترده ایران در دی ماه ۱۳۹۶ شعارهای تندی علیه رهبران و سیاست‌های داخلی و منطقه‌ای حکومت ایران سر داده شد، و بر اساس گزارشها بیش از ۳۷۰۰ نفر بازداشت شده و کشته شدن دست کم ۲۲ تا ۲۵ نفر نیز تأیید شده‌است؛ ولی تاکنون هویت کشته‌شدگان اعلام نشده‌است. مقام‌های رسمی ایران مرگ «سینا قنبری» ۲۲ ساله را در بازداشتگاه قرنطینه اوین تأیید کردند. همچنین به دنبال رسانه‌ای شدن مرگ «وحید حیدری» در بازداشتگاهی در شهر اراک این خبر نیز تأیید شد در حالی که علت مرگ هر دو از طرف حکومت ایران خودکشی اعلام گردید اما این موضوع اعتراض خانواده‌های آنان را برای روشن شدن دلایل مرگ به دنبال داشته‌است. «محسن عادلی» نیز یکی دیگر از جانباختگان ناآرامی‌های دی ۱۳۹۶ در دزفول است که گفته می‌شود در بازداشتگاه جان خود را از دست داده‌است. اما مسئولان حکومتی علت مرگ وی را تیرخوردن در اعتراض‌های خیابانی اعلام کردند که پس از اعزام به بیمارستان جان باخته‌است.

## واکنش‌ها

### داخلی
- تاکنون هیچ مسئول حکومتی به خبر مرگ سارو قهرمانی در بازداشتگاه اداره اطلاعات سنندج واکنش نشان نداده‌است.[۱۸]
- محمود صادقی عضو مجلس ایران گفت:۴۰ نماینده مجلس در نامه‌ای به لاریجانی خواستار تشکیل کمیته‌ای در خصوص جهت تحقیق دربارهٔ علت فوت بعضی از بازداشت شدگان اعتراضات اخیر شدند.[۱۹] وی همچنین هفته گذشته گفت که در جریان اعتراضات اخیر در ایران، بیش از ۳۷۰۰ نفر بازداشت شدند.[۱]
- از سوی دیگر در روزهای اخیر بسیاری از فعالان اجتماعی و بین‌المللی از «تکرار سناریوی کهریزک» ابراز نگرانی کرده و خواهان اطلاع‌رسانی شفاف دربارهٔ وضعیت بازداشت‌شدگان از جانب حکومت ایران شده‌اند. در سال ۱۳۸۸, تعدادی از معترضان دستگیرشده به دلیل ضرب و جرح و وضعیت نامناسب بازداشتگاه کهریزک جان خود را از دست دادند.[۴]
- عثمان مزین، وکیل کُرد در کانال تلگرام خود در واکنش به مرگ شهروندان در بازداشتگاه نوشت: «بازداشتگاه محلی‌ست برای بازداشتن فرد از ارتکاب جرم، نه محلی برای بازداشتن وی از ادامه زندگی.»[۱۸]

### بین‌المللی
- نهادهای بین‌المللی مدافع حقوق بشر از جمله عفو بین‌الملل[۱][۹] و دیده‌بان حقوق بشر و وزارت خارجه آمریکا از مرگ معترضان بازداشت شده در بازداشتگاه‌ها ابراز نگرانی کرده و خواستار تحقیقات مستقل و فوری در این باره شدند.[۲][۶]
- چهار زن برنده صلح نوبل از دولت ایران خواستند که به حقوق معترضان به ویژه معترضان دستگیرشده در بازداشتگاه‌ها احترام بگذارد.[۲۰]